# جورجي راديف
جورجي راديف هو لاعب كرة قدم بلغاري في مركز قلب الدفاع، ولد في 15 سبتمبر 1994 في بلغاريا. شارك مع منتخب بلغاريا تحت 19 سنة لكرة القدم. أما مع النوادي، فقد لعب مع نادي تشيرنو مور فارنا ونادي دوبرودزا دوبريتش.

## وصلات خارجية
- جورجي راديف على موقع قاعدة بيانات كرة القدم.إي يو (الإنجليزية)
- جورجي راديف على موقع Soccerway.com (الإنجليزية)